# Saint-Paul-d’Oueil
Saint-Paul-d’Oueil ist eine französische Gemeinde mit 42 Einwohnern (Stand 1. Januar 2022) im Département Haute-Garonne in der Region Okzitanien (zuvor Midi-Pyrénées). Sie gehört zum Arrondissement Saint-Gaudens und zum Kanton Bagnères-de-Luchon.
Nachbargemeinden sind Sost im Norden, Cier-de-Luchon im Nordosten, Antignac im Osten, Saccourvielle im Süden, Benque-Dessous-et-Dessus im Südwesten und Mayrègne im Westen.

## Bevölkerungsentwicklung
| Jahr                      | 1962 | 1968 | 1975 | 1982 | 1990 | 1999 | 2008 | 2015 | 2019 |
| ------------------------- | ---- | ---- | ---- | ---- | ---- | ---- | ---- | ---- | ---- |
| Einwohner                 | 67   | 44   | 42   | 30   | 44   | 49   | 53   | 39   | 34   |
| Quelle: Cassini und INSEE |      |      |      |      |      |      |      |      |      |

## Sehenswürdigkeiten
- Schloss, erbaut im 16. Jahrhundert (Monument historique)
- Kirche Saint-Gordien, erbaut im 13. Jahrhundert
- Flurkreuze

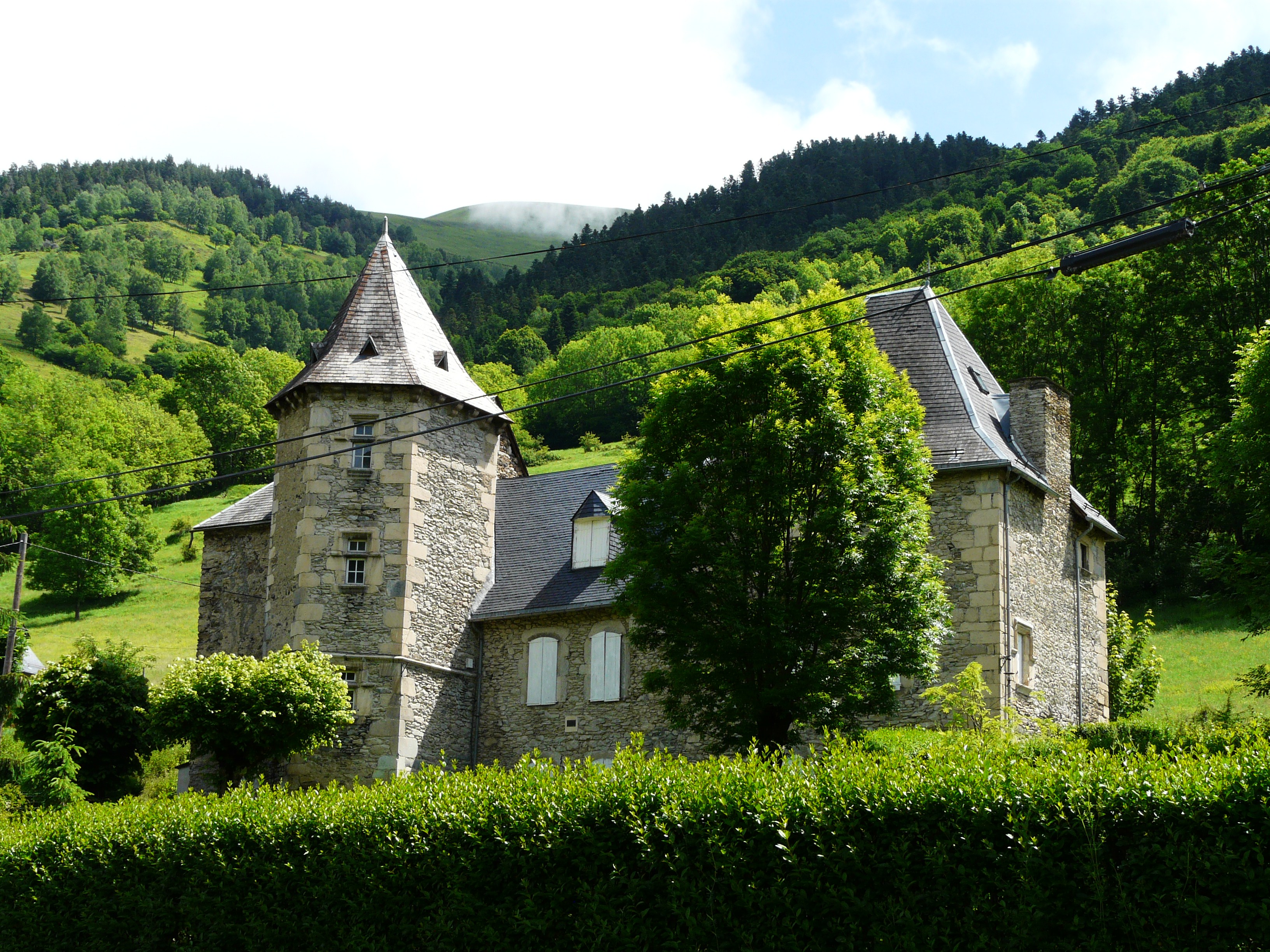
Schloss
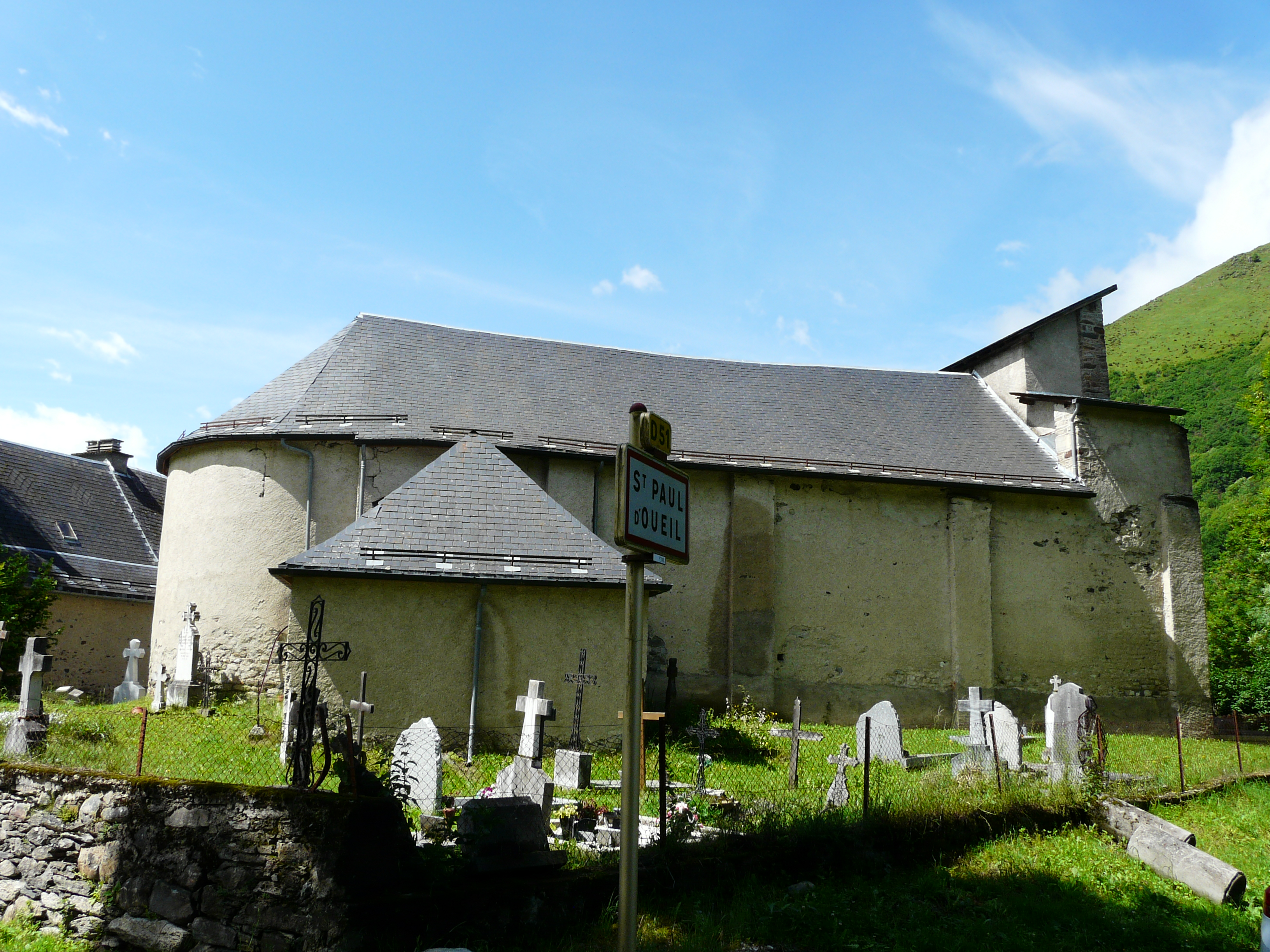
Kirche Saint-Gordien
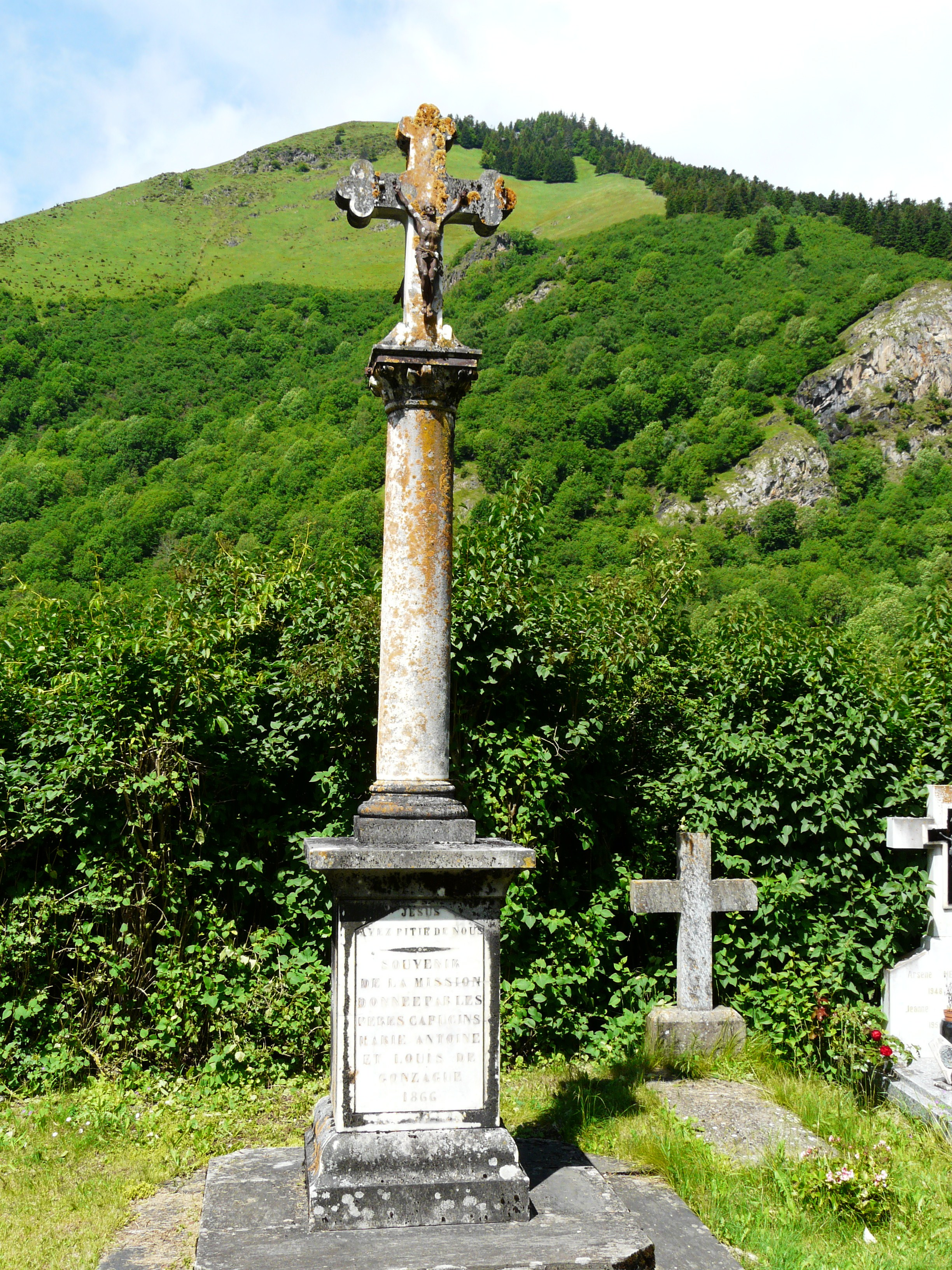
Flurkreuze
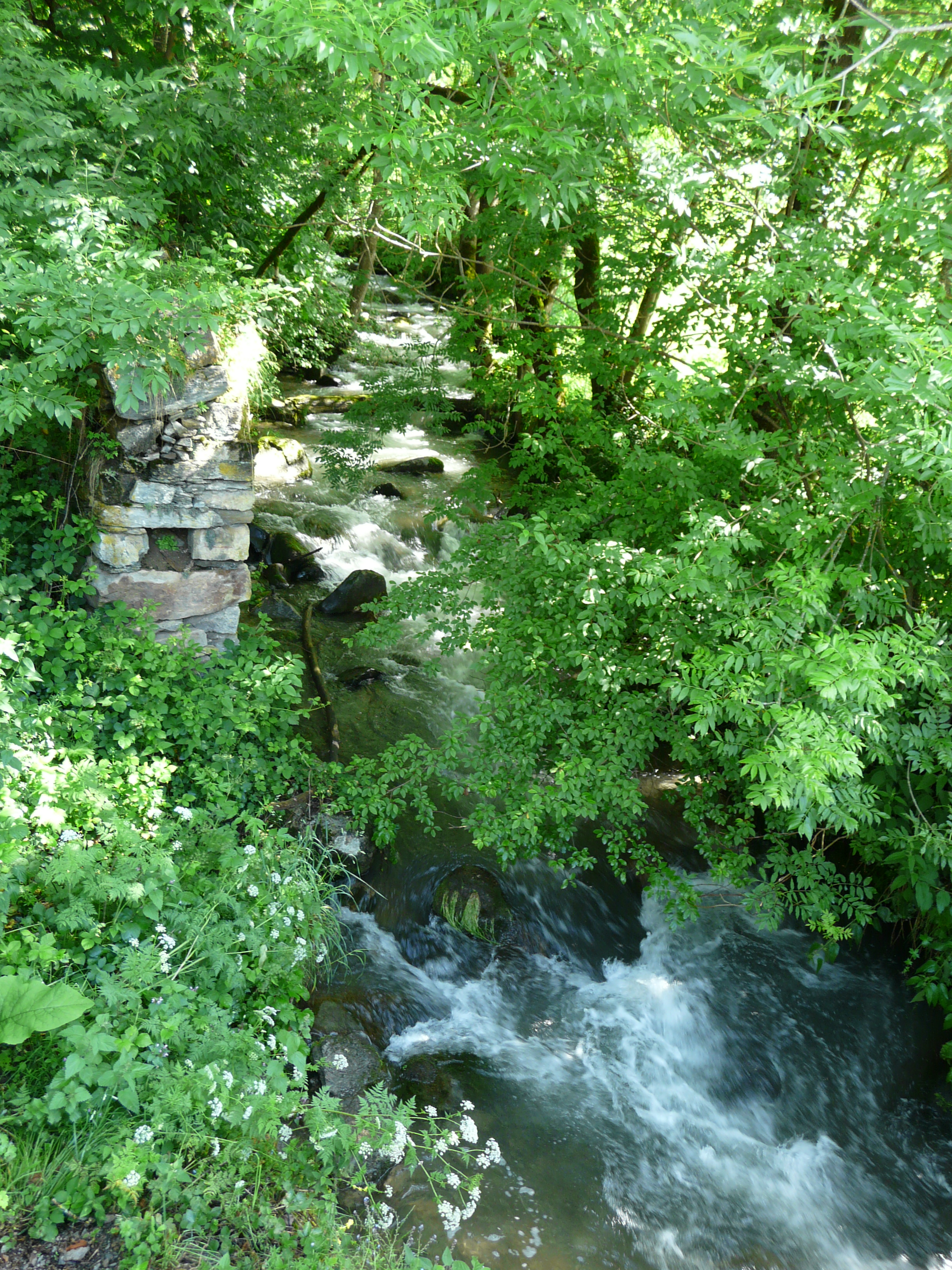
Die Neste bei Saint-Paul-d’Oueil.